# Aufwältigung
Unter Aufwältigung versteht man das Ausräumen und erneute Absichern eines alten, bereits aufgegebenen Grubenbaus. Der Bergmann spricht auch vom Aufwältigen, Gewältigen oder auch Aufgewältigen. Einen Grubenbrand gewältigen ist das Löschen oder Ersticken des Feuers.

## Grundlagen
Sämtliche Grubenbaue müssen regelmäßig gesäubert und überarbeitet werden. Diese Arbeit wird im Bergbau als Grubenerhaltung bezeichnet. Werden diese Arbeiten nicht getätigt, sammeln sich im Laufe der Jahre Bergematerial, altes nicht mehr benötigtes Grubenholz und auch Unrat in den Stollen und Strecken. In den Wassersaigen sammeln sich Sand, Schlamm und Kalk. Dadurch verschlammen die Wassersaigen mit der Zeit und können das Grubenwasser nicht mehr ableiten, sodass es in die Strecke läuft und dort kleine Wasserlöcher bildet. Das Wasser in diesen Wasserlöchern behindert die Fahrung und die Förderung und kann im Zusammenhang mit organischen Substanzen zu einer fauligen Flüssigkeit werden, sodass die untertägigen Wetter in den betroffenen Strecken einen üblen Geruch annehmen. Mit Schlamm und Sand vermischte Materialreste behindern und erschweren die Förderung. Defekte Grubenausbaue verlieren ihre Tragkraft und fallen zu Bruch, wenn sie nicht ausgewechselt werden. In der Folge kann eine Strecke teilweise oder sogar ganz verbrechen.

## Der Aufwältigungsvorgang
Durch das Aufwältigen wird der Grubenbau soweit überarbeitet, dass er wieder nutzbar wird. Hierbei wird jedes Hindernis beseitigt, das den Grubenbau versperrt. Das Bergematerial im Grubenbau wird restlos entfernt und abtransportiert, Grubenwasser wird abgepumpt. Bei einem verbrochenen Grubenbau wird dieser nach dem Entfernen des Verbruchmaterials wieder durch Ausbau gesichert. Die Wassersaigen werden vom Schlamm und Sand befreit und gesäubert. Dazu werden die Verunreinigungen mit einer Kratze aus der Wassersaige gezogen und am Rand der Strecke aufgehäuft. Von dort werden die Schlammhaufen mit einer Schaufel in einen Hunt geschaufelt und abtransportiert. Altes und nicht mehr benötigtes Material wird verladen und abtransportiert.